# Miogryllus tobago
Miogryllus tobago är en insektsart som beskrevs av Otte, D. och Perez-gelabert 2009. Miogryllus tobago ingår i släktet Miogryllus och familjen syrsor. Inga underarter finns listade i Catalogue of Life.